# Joseph Deniker
Joseph Deniker (Astrakhan, 6 de março de 1852 – Paris, 18 de março de 1918) foi um naturalista e antropólogo francês radicado no Império Russo, conhecido principalmente por suas tentativas de estabelecer classificações complexas e exaustivas dos europeus do ponto de vista da antropologia física.

## Biografia
Joseph Deniker nasceu em 6 de março de 1852 em Astrakhan, então no Império Russo, de pais franceses, primeiramente estudando engenharia na Universidade de Petrogrado, então rumando para a Universidade de Sorbonne, onde publicou um notável estudo sobre embriologia de gorilas e gibões em 1885 e adquiriu um doutorado em ciência natural no ano seguinte. Em Paris, estudou com antropólogos como Paul Topinard, Henri de Lacaze-Duthiers e Paul Broca, logo assumindo liderança da Sociedade de Antropologia de Paris, tal como o posto de bibliotecário-chefe do Museu Nacional de História Natural. Em 1889, após anos coletando dados antropológicos físicos, publicou sua primeira dissertação sobre classificação, que finalmente culminou em seus livros Les races de l'Europe em 1899 e Races et peuples de la terre em 1900. Neste período estabeleceu sua rivalidade com William Z. Ripley, que recolhera dados antropológicos independentemente e categorizava os europeus em três raças, enquanto Deniker chegara a seis raças e mais quatro sub-raças. Em 1904, foi convidado para dar a Aula Huxley, e recebeu a Medalha Huxley. Em 18 de março de 1918, faleceu em Paris.